# Радиорелейная связь

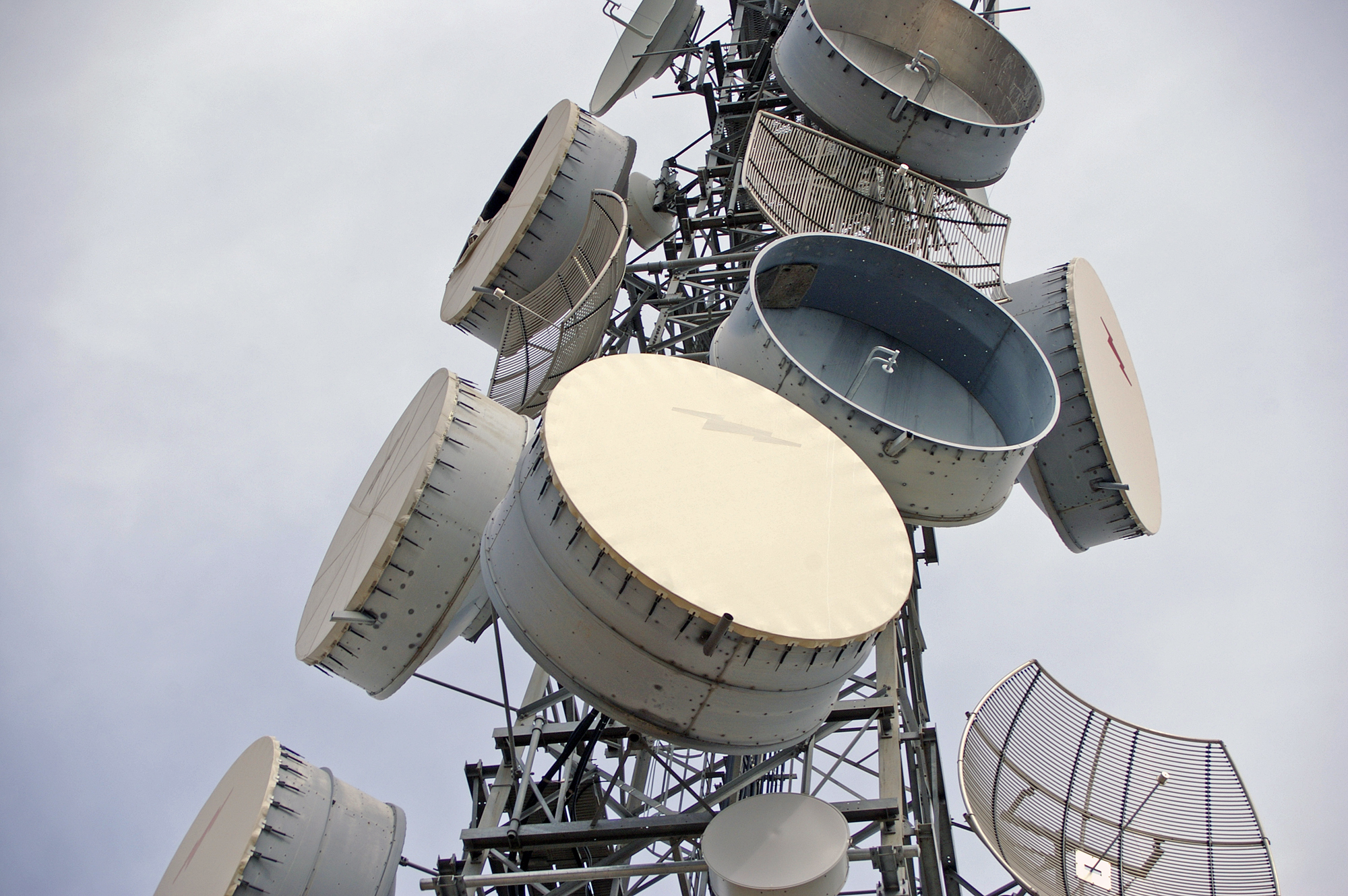
Антенны радиорелейной связи на телекоммуникационной башне

Радиореле́йная свя́зь — один из видов наземной радиосвязи, основанный на многократной ретрансляции радиосигналов. Радиорелейная связь осуществляется, как правило, между стационарными объектами.
Исторически радиорелейная связь между станциями осуществлялась с использованием цепочки ретрансляционных станций, которые могли быть как активными, так и пассивными.
Отличительной особенностью радиорелейной связи от всех других видов наземной радиосвязи является использование узконаправленных антенн, а также дециметровых, сантиметровых или миллиметровых радиоволн.

## История

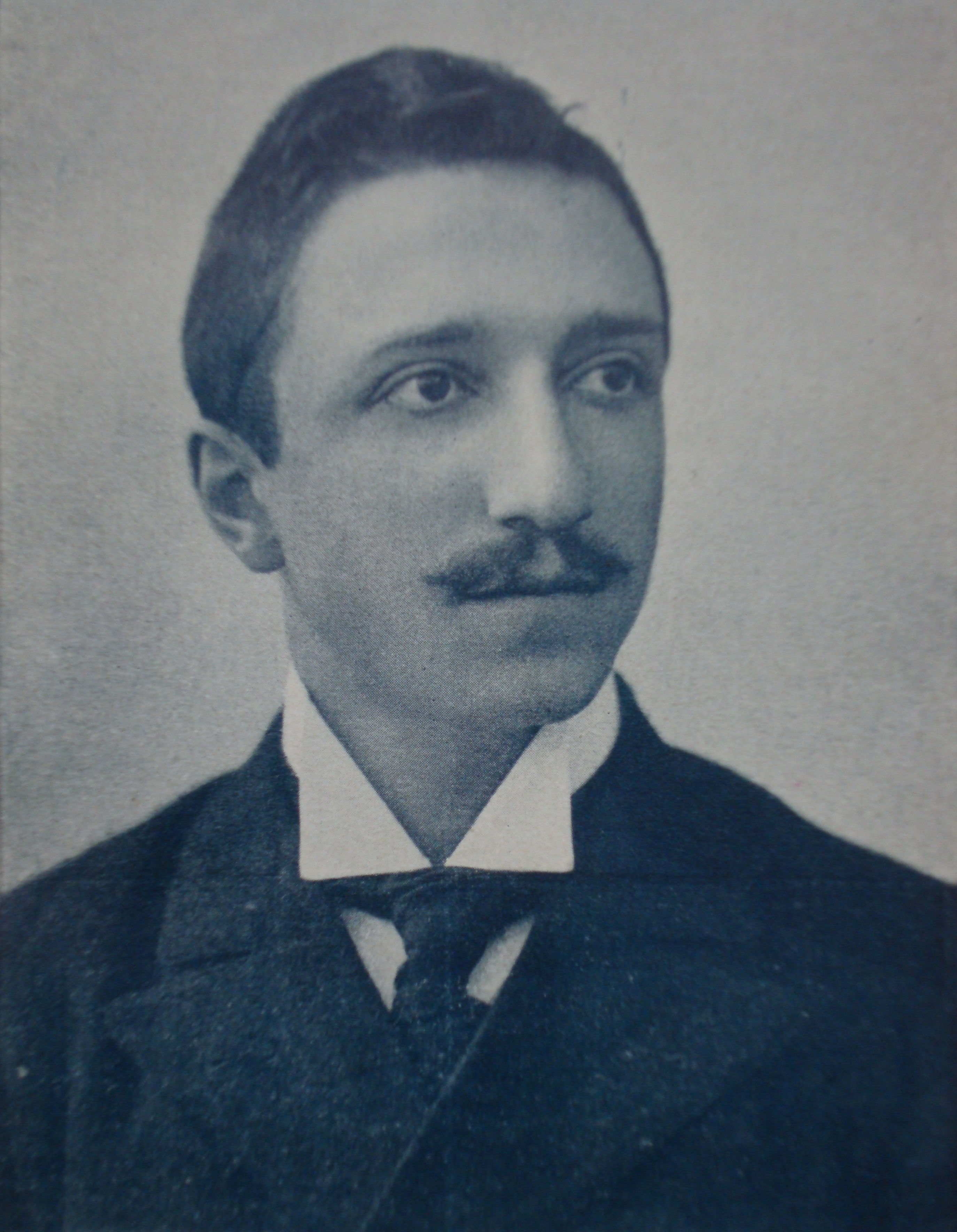
Эмиль Гуарини Форесио

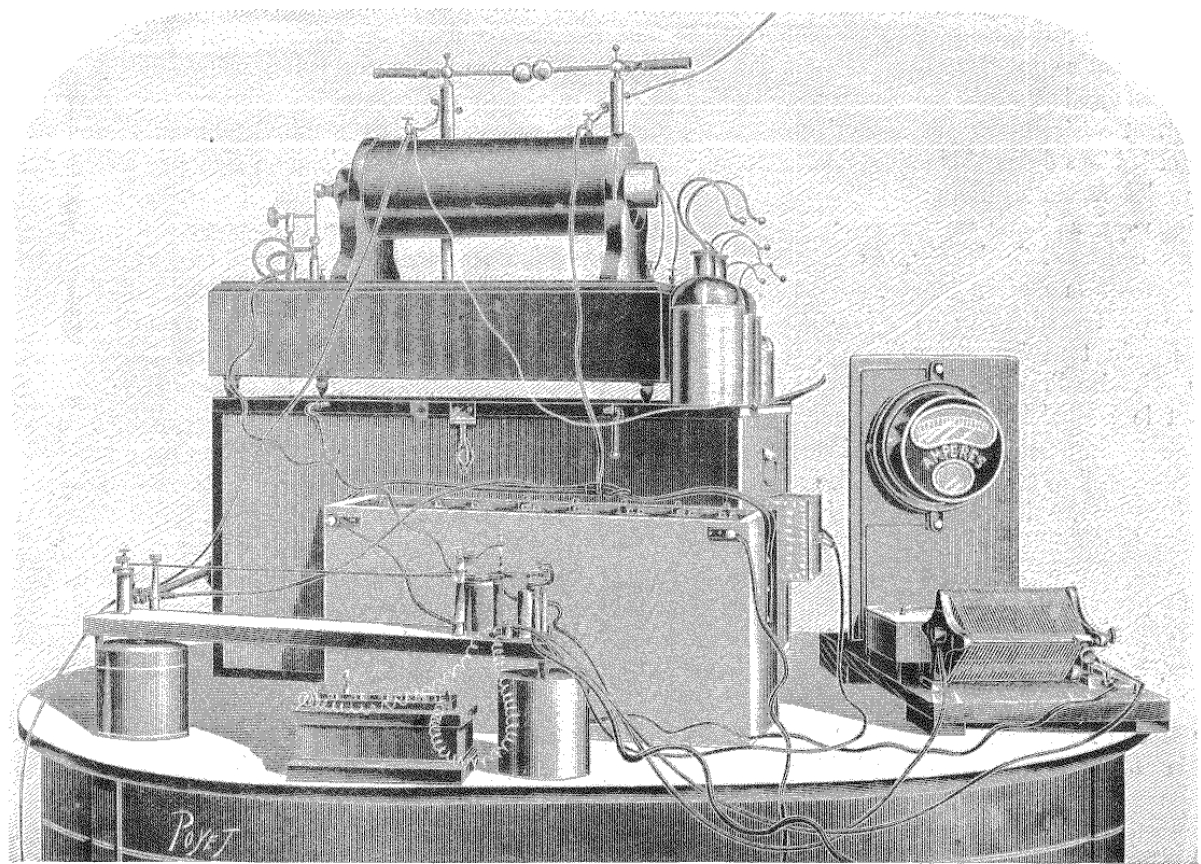
Ретранслятор Эмиля Гуарини-Форесио

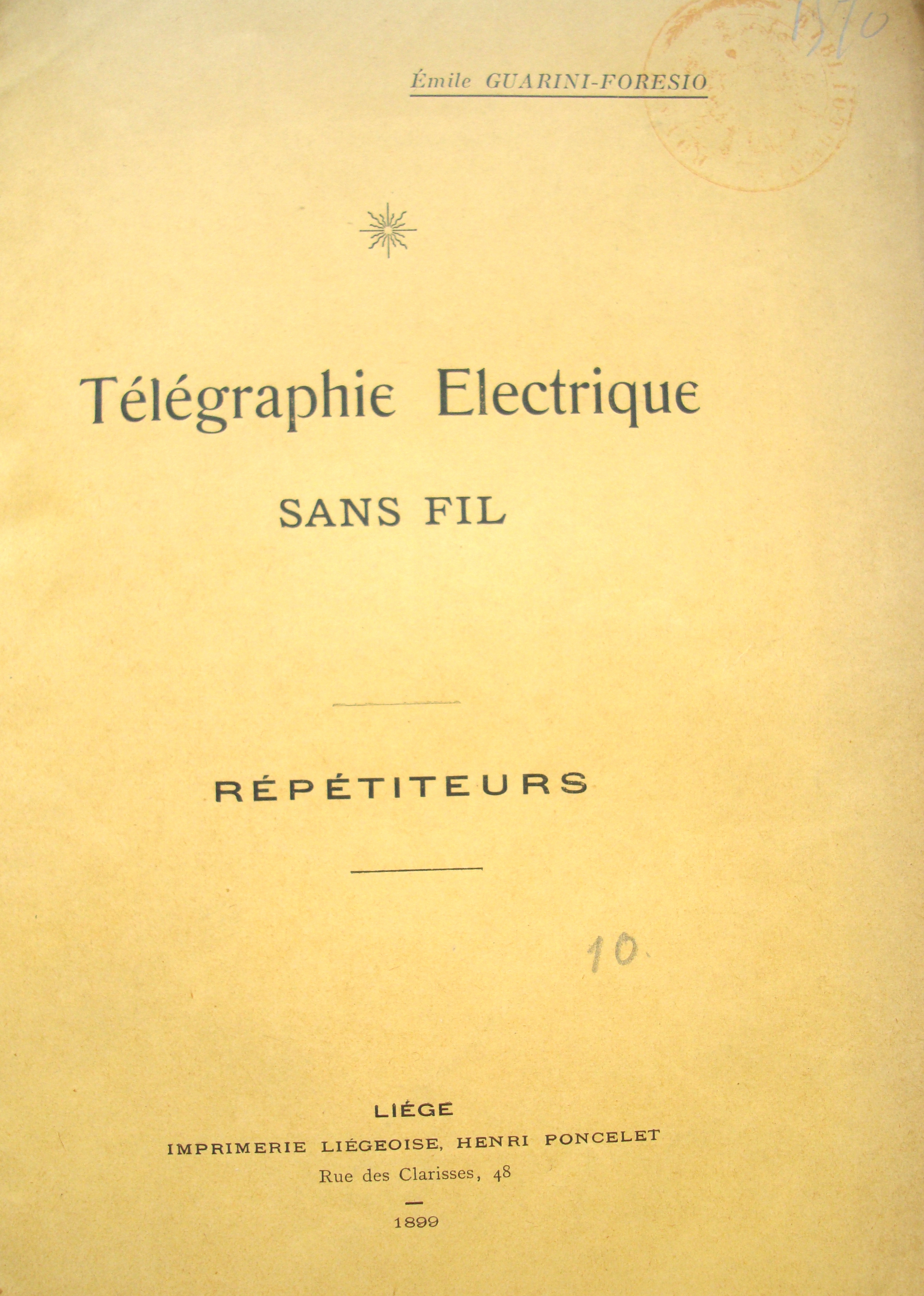
Обложка книги Эмиля Гуарини Форесио (1899 год), в которой описана его конструкция радиорелейного ретранслятора

История радиорелейной связи берёт начало в январе 1898 года с публикации пражского инженера Йоганна Маттауша (Johann Mattausch) в австрийском журнале Zeitschrift für Electrotechnik (v. 16, S. 35 — 36).
Однако его идея использования «транслятора» (Translator), по аналогии с трансляторами проводной телеграфии, была довольно примитивной и не могла быть реализована.
Первую реально работающую систему радиорелейной связи изобрел в 1899 году 19-летний бельгийский студент итальянского происхождения Эмиль Гуарини (Гварини) Форесио (Émile Guarini Foresio). 27 мая 1899 г. по старому стилю Эмиль Гуарини-Форесио подал заявку на патент на изобретение № 142911 в Бельгийское патентное ведомство, впервые описав в ней устройство радиорелейного ретранслятора (répétiteur). Этот исторический факт является самым ранним документальным свидетельством приоритета Э. Гуарини-Форесио, что позволяет считать указанную дату официальным днём рождения радиорелейной связи. В августе и осенью того же 1899 г. аналогичные заявки были представлены Э. Гуарини-Форесио в Австрии, Великобритании, Дании, Швейцарии.
Особенностью изобретения Гуарини-Форесио явилась комбинация приёмного и передающего устройств в одном ретрансляторе, осуществлявшем приём сигналов, их демодуляцию в когерере и последующее использование для управления реле, обеспечивавшем формирование обновлённых сигналов, которые затем переизлучались через антенну. Для обеспечения электромагнитной совместимости приёмный сегмент ретранслятора окружен защитным экраном, призванным оградить цепи приёма от мощного излучения передатчика.
В 1901 году Гуарини-Форесио вместе с Фернандом Понцеле провел серию успешных экспериментов по установлению радиорелейной связи между Брюсселем и Антверпеном с промежуточным автоматическим ретранслятором в Мехелене. Аналогичный эксперимент в конце 1901 года был также проведен между Брюсселем и Парижем.

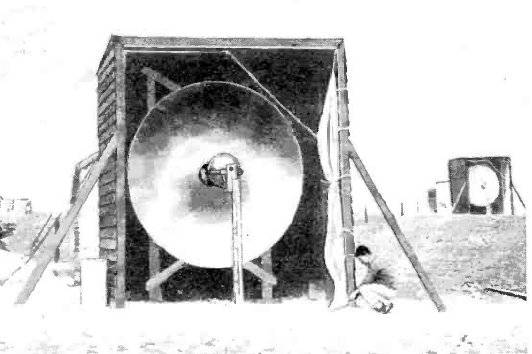
Антенна испытаний 1931 года 1,7-ГГц радиорелейной линии через пролив Ла-Манш. Приёмная антенна (задняя, правая) была расположена за передающей антенной для избежания интерференции

В 1931 году Андре Клавир, работая во французском исследовательском подразделении LCT компании ITT, показал возможность организации радиосвязи с помощью ультракоротких радиоволн. В ходе предварительных испытаний 31 марта 1931 года Клавир с помощью экспериментальной радиорелейной линии, работавшей на частоте 1,67 ГГц, успешно передал и принял телефонные и телеграфные сообщения, разместив две параболические антенны диаметром 3 м на двух противоположных берегах пролива Ла-Манш. Примечательно, что места установки антенн практически совпадали с местами взлёта и посадки при историческом перелёте через Ла-Манш Луи Блерио. Следствием успешного эксперимента Андре Клавира стала дальнейшая разработка коммерческого радиорелейного оборудования. Первое коммерческое радиорелейное оборудование было выпущено ITT, а точнее её дочерней компанией STC, в 1934 году и использовало амплитудную модуляцию несущего колебания мощностью в 0,5 Ватт на частоте 1,724 и 1,764 ГГц, полученного с помощью клистрона.
Запуск первой коммерческой радиорелейной линии состоялся 26 января 1934 года. Линия имела протяжённость 56 км над проливом Ла-Манш и соединяла аэропорты Лимпн в Англии и Сент-Энглевер во Франции. Построенная радиорелейная линия позволяла одновременно передавать один телефонный и один телеграфный канал и использовалась для координации воздушного сообщения между Лондоном и Парижем. В 1940 году в ходе Второй мировой войны линия была демонтирована.

## Радиорелейная связь прямой видимости

Радиорелейная линия связи прямой видимости

Как правило, под радиорелейной связью понимают именно радиорелейную связь прямой видимости.
При построении радиорелейных линий связи антенны соседних радиорелейных станций располагаются в пределах прямой видимости. Требование наличия прямой видимости обусловлено возникновением дифракционных замираний при полном или частичном закрытии трассы распространения радиоволн. Потери при дифракционных замираниях могут вызывать сильное ослабление сигнала, таким образом, радиосвязь между соседними радиорелейными станциями станет невозможна. Поэтому для устойчивой радиосвязи антенны соседних радиорелейных станций, как правило, располагают на естественных возвышенностях или специальных телекоммуникационных башнях или мачтах таким образом, чтобы трасса распространения радиоволн не имела препятствий.
С учётом ограничения на необходимость наличия прямой видимости между соседними станциями дальность радиорелейной связи ограничена, как правило, 40 — 50 км.

## Тропосферная радиорелейная связь

Тропосферная линия связи (красным цветом выделена область пересечения диаграмм направленности)

При построении тропосферных радиорелейных линий связи используется эффект отражения дециметровых и сантиметровых радиоволн от турбулентных и слоистых неоднородностей в нижних слоях атмосферы — тропосфере.
Использование эффекта дальнего тропосферного распространения радиоволн УКВ-диапазона позволяет организовать связь на расстояние до 300 км при отсутствии прямой видимости между радиорелейными станциями. Дальность связи может быть увеличена до 450 км при расположении радиорелейных станций на естественных возвышенностях.
Для тропосферной радиорелейной связи характерно сильное ослабление сигнала. Ослабление возникает как при распространении сигнала через атмосферу, так и вследствие рассеяния части сигнала при отражении от тропосферы. Поэтому для устойчивой радиосвязи, как правило, используют передатчики мощностью до 10 кВт, антенны с большой апертурой (до 30 × 30 м), а значит, и большим коэффициентом усиления, а также высокочувствительные приёмники с малошумящими элементами.
Также для тропосферных радиорелейных линий связи характерно постоянное наличие быстрых, медленных и селективных замираний радиосигнала. Уменьшение влияния быстрых замираний на принимаемый сигнал достигается использованием разнесённого частотного и пространственного приёма. Поэтому на большинстве тропосферных радиорелейных станций расположено несколько приёмных антенн.
Примером наиболее известных и протяжённых тропосферных радиорелейных линий связи являются:
- ТРРЛ «Север», «ACE High», «White Alice», «JASDF», линия «Дью», линии «NARS»;
- ТСУС «Барс»

## Радиорелейные ретрансляторы
В отличие от радиорелейных станций, ретрансляторы не добавляют в радиосигнал дополнительной информации. Ретрансляторы могут быть как пассивными, так и активными.
Пассивные ретрансляторы представляют собой простой отражатель радиосигнала без какого-нибудь приёмопередающего оборудования и, в отличие от активных ретрансляторов, не могут усиливать полезный сигнал или переносить его на другую частоту. Пассивные радиорелейные ретрансляторы применяются в случае отсутствия прямой видимости между радиорелейными станциями; активные — для увеличения дальности связи.
В качестве пассивного ретранслятора могут выступать как плоские отражатели, так и антенны радиорелейной связи, соединённые коаксиальными или волноводными вставками (так называемые антенны, соединённые «спина к спине»).
Плоские отражатели, как правило, используются при небольших углах отражения и обладают эффективностью близкой к 100 %. Однако, с увеличением угла отражения эффективность плоского отражателя уменьшается. Достоинством плоских отражателей является возможность использования для ретрансляции нескольких частотных диапазонов радиорелейной связи.
Антенны, соединённые «спина к спине», как правило, используются при углах отражения, близких к 180°, и обладают эффективностью 50-60 %. Подобные отражатели не могут использоваться для ретрансляции нескольких частотных диапазонов из-за ограниченных возможностей самих антенн.

## Smart-ретрансляторы
Среди новых направлений в развитии радиорелейной связи, наметившихся в последнее время, заслуживает внимания создание интеллектуальных ретрансляторов (smart relay).
Их появление связано с особенностью реализации технологии MIMO в радиорелейной связи, при которой необходимо знать передаточные характеристики радиорелейных каналов. В smart-ретрансляторе осуществляется так называемая «интеллектуальная» обработка сигналов. В отличие от традиционного набора операций «приём — усиление — переизлучение», в простейшем случае она предусматривает дополнительную коррекцию амплитуд и фаз сигналов с учётом характеристик передачи пространственных MIMO-каналов на том или ином интервале радиорелейной линии. В этом случае делается допущение, что все каналы MIMO имеют одинаковые коэффициенты передачи. Оно вполне может быть оправдано с учётом узких лучей диаграмм направленности приёмной и передающей антенн на дальностях связи, при которых расширение диаграмм направленности не приводит к заметному проявлению эффекта многолучевого распространения радиоволн.
Более сложный вариант реализации принципа smart relay предполагает полную демодуляцию принятых сигналов в ретрансляторе с извлечением передаваемой в них информации, её запоминанием и последующим использованием для модуляции переизлучаемых сигналов с учётом характеристик состояния канала MIMO в направлении на следующий ретранслятор сети. Такая обработка хотя и является более сложной, позволяет максимально учесть искажения, вносимые в полезные сигналы по трассе их распространения.

## Частотные диапазоны
Для организации радиосвязи используются деци-, санти- и миллиметровые волны.
Для обеспечения дуплексной связи каждый частотный диапазон условно разделяется на две части относительно центральной частоты диапазона. В каждой части диапазона выделяются частотные каналы заданной полосы. Частотным каналам «нижней» части диапазона соответствуют определённые каналы «верхней» части диапазона, причём таким образом, что разница между центральными частотами каналов из «нижней» и «верхней» частей диапазона была всегда одна и та же для любых частотных каналов одного частотного диапазона.
В соответствии с рекомендацией ITU-R F.746 для радиорелейной связи прямой видимости утверждены следующие диапазоны частот:
| Диапазон (ГГц) | Границы диапазона (ГГц)                                                                         | Ширина каналов (МГц)                                                      | Рекомендации ITU-R | Решения ГКРЧ                                              |
| -------------- | ----------------------------------------------------------------------------------------------- | ------------------------------------------------------------------------- | ------------------ | --------------------------------------------------------- |
| 0,4            | 0,4061 — 0,430 0,41305 — 0,450                                                                  | 0,05, 0,1, 0,15, 0,2, 0,25, 0,6 0,25, 0,3, 0,5, 0,6, 0,75, 1, 1,75, 3,5   | ITU-R F.1567       |                                                           |
| 1,4            | 1,350 — 1,530                                                                                   | 0,25, 0,5, 1, 2, 3,5                                                      | ITU-R F.1242       |                                                           |
| 2              | 1,427 — 2,690                                                                                   | 0,5                                                                       | ITU-R F.701        |                                                           |
| 2              | 1,700 — 2,100 1,900 — 2,300                                                                     | 29                                                                        | ITU-R F.382        |                                                           |
| 2              | 1,900 — 2,300                                                                                   | 2,5, 3,5, 10, 14                                                          | ITU-R F.1098       |                                                           |
| 2              | 2,300 — 2,500                                                                                   | 1, 2, 4, 14, 28                                                           | ITU-R F.746        |                                                           |
| 2              | 2,290 — 2,670                                                                                   | 0,25, 0,5, 1, 1,75, 2, 2,5 3,5, 7, 14                                     | ITU-R F.1243       |                                                           |
| 3,6            | 3,400 — 3,800                                                                                   | 0,25, 25                                                                  | ITU-R F.1488       |                                                           |
| 4              | 3,800 — 4,200 3,700 — 4,200                                                                     | 29 28                                                                     | ITU-R F.382        | Решение ГКРЧ № 09-08-05-1                                 |
| 4              | 3,600 — 4,200                                                                                   | 10, 30, 40, 60, 80, 90                                                    | ITU-R F.635        | Решение ГКРЧ № 09-08-05-1                                 |
| U4             | 4,400 — 5,000 4,540 — 4,900                                                                     | 10, 28, 40, 60, 80 20, 40                                                 | ITU-R F.1099       | Решение ГКРЧ № 09-08-05-2                                 |
| L6             | 5,925 — 6,425 5,850 — 6,425 5,925 — 6,425                                                       | 29,65 90 5, 10, 20, 28, 40, 60                                            | ITU-R F.383        | Решение ГКРЧ № 10-07-02                                   |
| U6             | 6,425 — 7,110                                                                                   | 3,5, 5, 7, 10, 14, 20, 30, 40, 80                                         | ITU-R F.384        | Решение ГКРЧ № 12-15-05-2                                 |
| 7              |                                                                                                 |                                                                           | ITU-R F.385        |                                                           |
| 8              |                                                                                                 |                                                                           | ITU-R F.386        |                                                           |
| 10             | 10,000 — 10,680 10,150 — 10,650                                                                 | 1,25, 3,5, 7, 14, 28 3,5, 7, 14, 28                                       | ITU-R F.747        |                                                           |
| 10             | 10,150 — 10,650                                                                                 | 28, 30                                                                    | ITU-R F.1568       |                                                           |
| 10             | 10,500 — 10,680 10,550 — 10,680                                                                 | 3,5, 7 1,25, 2,5, 5                                                       | ITU-R F.747        |                                                           |
| 11             | 10,700 — 11,700                                                                                 | 5, 7, 10, 14, 20, 28, 40, 60, 80                                          | ITU-R F.387        | Решение ГКРЧ № 5/1, Решение ГКРЧ 09-03-04-1 от 28.04.2009 |
| 12             | 11,700 — 12,500 12,200 — 12,700                                                                 | 19,18 20                                                                  | ITU-R F.746        |                                                           |
| 13             | 12,750 — 13,250                                                                                 | 3,5, 7, 14, 28                                                            | ITU-R F.497        | Решение ГКРЧ 09-02-08 от 19.03.2009                       |
| 13             | 12,700 — 13,250                                                                                 | 12,5, 25                                                                  | ITU-R F.746        |                                                           |
| 14             | 14,250 — 14,500                                                                                 | 3,5, 7, 14, 28                                                            | ITU-R F.746        |                                                           |
| 15             | 14,400 — 15,350 14,500 — 15,350                                                                 | 3,5, 7, 14, 28, 56 2,5, 5, 10, 20, 30, 40, 50                             | ITU-R F.636        | Решение ГКРЧ № 08-23-09-001                               |
| 18             | 17,700 — 19,700 17,700 — 19,700 18,580 — 19,160                                                 | 7,5, 13,75, 27,5, 55, 110, 220 1,75, 3,5, 7 2,5, 5, 10, 20, 30, 40, 50 60 | ITU-R F.595        | Решение ГКРЧ № 07-21-02-001                               |
| 23             | 21,200 — 23,600 22,000 — 23,600                                                                 | 2,5, 3,5 — 112 3,5 — 112                                                  | ITU-R F.637        | Решение ГКРЧ № 06-16-04-001                               |
| 27             | 24,250 — 25,250 25,250 — 27,500 25,270 — 26,980 24,500 — 26,500 27,500 — 29,500                 | 2,5, 3,5, 40 2,5, 3,5 60 3,5 — 112 2,5, 3,5 — 112                         | ITU-R F.748        | Решение ГКРЧ № 09-03-04-2                                 |
| 31             | 31.000 — 31,300                                                                                 | 3,5, 7, 14, 25, 28, 50                                                    | ITU-R F.746        |                                                           |
| 32             | 31,800 — 33,400                                                                                 | 3,5, 7, 14, 28, 56, 112                                                   | ITU-R F.1520       |                                                           |
| 38             | 36,000 — 40,500 36,000 — 37,000 37,000 — 39,500 38,600 — 39,480 38,600 — 40,000 39,500 — 40,500 | 2,5, 3,5 3,5 — 112 3,5, 7, 14, 28, 56, 112 60 50 3,5 — 112                | ITU-R F.749        | Решение ГКРЧ № 06-14-02-001                               |
| 42             | 40,500 — 43,500                                                                                 | 7, 14, 28, 56, 112                                                        | ITU-R F.2005       | Решение ГКРЧ № 08-23-04-001                               |
| 52             | 51,400 — 52,600                                                                                 | 3,5, 7, 14, 28, 56                                                        | ITU-R F.1496       |                                                           |
| 57             | 55,7800 — 57,000 57,000 — 59,000                                                                | 3,5, 7, 14, 28, 56 50, 100                                                | ITU-R F.1497       | Решение ГКРЧ № 06-13-04-001                               |
| 70/80          | 71,000 — 76,000 / 81,000 — 86,000                                                               | 125, N x 250                                                              | ITU-R F.2006       | Решение ГКРЧ № 10-07-04-1                                 |
| 94             | 92,000 — 94,000 / 94,100 — 95,000                                                               | 50, 100, N x 100                                                          | ITU-R F.2004       | Решение ГКРЧ № 10-07-04-2                                 |

Частотные диапазоны от 2 ГГц до 38 ГГц относятся к «классическим» радиорелейным частотным диапазонам. Законы распространения и ослабления радиоволн, а также механизмы появления многолучевого распространения в данных диапазонах хорошо изучены и накоплена большая статистика использования радиорелейных линий связи. Для одного частотного канала «классического» радиорелейного частотного диапазон выделяется полоса частот не более 28 МГц или 56 МГц.
Диапазоны от 38 ГГц до 92 ГГц для радиорелейной связи выделяются недавно и являются более новыми. Несмотря на это данные диапазоны считаются перспективными с точки зрения увеличения пропускной способности радиорелейных линий связи, так как в данных диапазонах возможно выделение более широких частотных каналов.

## Модуляция и помехоустойчивое кодирование
Одними из особенностей использования радиорелейных линий связи является:
- необходимость передачи больших объёмов информации в сравнительно узкой полосе частот,
- ограниченная мощность сигнала, накладываемые на радиорелейные станции.

## Методы резервирования
Методы резервирования радиорелейной связи можно разделить на:

### «Горячий» резерв
Метод «горячего» резерва основывается на введении избыточности в аппаратуру радиорелейных станций. «Горячее» резервирование направлено на повышение надёжности аппаратуры и не может повлиять на характеристики радиосигнала в канале связи.

### Частотно-разнесённый приём
Метод частотно-разнесённого приёма направлен на устранение частотно-селективных замираний в канале связи. Его реализация в настоящее время осуществляется на основе технологии OFDM. Также могут использоваться сигналы N-OFDM.

### Пространственно-разнесённый приём
Метод пространственного разнесения применяется для устранения замираний, возникающих вследствие многолучевого распространения радиоволн в канале связи. Метод пространственного разнесения чаще всего используется при строительстве радиорелейных линий связи, проходящими над поверхностями с коэффициентом отражения близким к 1 (водная поверхность, болота, сельскохозяйственные поля). Простейшим вариантом его реализации является размещение нескольких облучателей в фокальной плоскости зеркальной антенны с использованием технологий MIMO для формирования и приёма сигналов.

### Поляризационно-разнесённый приём
Данный метод является разновидностью технологии MIMO и при использовании ортогональных поляризаций позволяет в 2 раза увеличить скорость передачи данных. Одним из недостатков поляризационного разнесённого приёма является необходимость использования более дорогостоящих двухполяризационных антенн.

### Кольцевые топологии
Наиболее надёжным методом резервирования является построения радиорелейных линий связи по кольцевой топологии.

## Применение радиорелейной связи
Из всех видов радиосвязи радиорелейная связь обеспечивает наибольшее отношение сигнал/шум на входе приёмника при заданной вероятности ошибки. Именно поэтому при необходимости организации надёжной радиосвязи между двумя объектами чаще всего используются радиорелейные линии связи.

### Магистральные радиорелейные линии связи
Исторически радиорелейные линии связи использовались для организации каналов связи телевизионного и радиовещания, а также для связи телеграфных и телефонных станций на территории со слабо развитой инфраструктурой.

### Сети связи нефтепроводов и газопроводов
Радиорелейные линии связи применяются при строительстве и обслуживании нефте- и газопроводов в качестве основных или резервных оптическому кабелю линий связи для передачи телеметрической информации.

### Сотовые сети связи
Радиорелейная связь находит применение в организации каналов связи между различными элементами сотовой сети, особенно в местах со слабо развитой инфраструктурой.
Современные радиорелейные линии связи способны обеспечить передачу больших объёмов информации от базовых станций 2G, 3G, 4G и 5G к основным элементам опорной сети сотовой связи. До 20 км между вышками в России.

## Недостатки радиорелейной связи
- Ослабление сигнала в свободном пространстве
- Ослабление сигнала в дожде и тумане
На частотах до 12 ГГц осадки в виде дождя или снега слабо влияют на работу радиорелейных линий связи.
- Рефракция сигнала
В реальных условиях атмосфера обладает собственным коэффициентом преломления радиоволн, причём атмосфера не является однородной средой, поэтому на разных высотах от поверхности земли коэффициент преломления различен.
- Низкая помехозащищенность
Помехозащищенность радиорелейных станций может быть существенно увеличена на основе использования в них цифровых антенных решёток (ЦАР) за счёт формирования провалов в диаграмме направленности антенной решётки в направлениях на постановщики помех[10].